# Filippo Nigro
Filippo Nigro est un acteur italien né le 3 décembre 1970.

## Biographie
Il grandit à Rome et étudie l'histoire médiévale à l'Université de Rome « La Sapienza ». Il entre au Centro sperimentale di cinematografia sous la direction de Lina Wertmüller. En 1994, il joue dans un court métrage réalisé par Paolo Franchi.
En 2001, il joue dans Tableau de famille de Ferzan Özpetek, qui le fera jouer dans d'autres de ses films. Il a depuis une riche carrière au cinéma comme à la télévision italienne, tout en continuant le théâtre.

## Filmographie

### Au cinéma
- 2003 : La Fenêtre d'en face (La finestra di fronte) de Ferzan Özpetek : Filippo
- 2009 : Diverso da chi? d'Umberto Carteni (it) : Remo
- 2009 : Oggi sposi de Luca Lucini : Fabio Di Caio
- 2010 : Amore, bugie e calcetto de Luca Lucini : Lele
- 2012 : A.C.A.B.: All Cops Are Bastards de Stefano Sollima : Negro
- 2012 : E la chiamano estate de Paolo Franchi : Lo scambista
- 2019 : Pour toujours (La dea fortuna) de Ferzan Özpetek : Filippo
- 2022 : The Boat de Alessio Liguori : Flavio

### À la télévision
- 2005-2006 : Les Spécialistes : Investigation scientifique : le capitaine Fabio Martinelli
- 2012 : Barabbas : Ponce Pilate
- 2017-2020 : Suburra, la série : Amedeo Cinaglia
- 2018 : Les Médicis : Maîtres de Florence : Luca Soderini
- 2022 : Nous voulons tous être sauvés (série télévisée) : docteur Mancino
- 2024 : Citadel : Diana : Gabrielle

## Récompenses et distinctions
- Globe d'or du meilleur acteur 2003
- Shooting Stars de la Berlinale 2004
- Festival du film italien d'Annecy 2009 : Prix d'interprétation masculine

### Nominations
- David di Donatello du meilleur acteur dans un second rôle 2009